# Les Deux Gosses (film 1906)
Les Deux Gosses è un cortometraggio muto del 1906 diretto da Louis Feuillade.
Si tratta del primo di una lunga serie di adattamenti cinematografico dell'omonimo romanzo di Pierre Decourcelle del 1880. Non si conoscono i nomi degli attori impegnati in questa pellicola.

## Trama
Il conte Georges de Kerlor, convinto che sua moglie lo abbia tradito e quel piccolo Jean, il ragazzo che ha cresciuto come figlio, non sia in realtà il suo, affida il povero ragazzo a un malvivente soprannominato La Limace, che ha già un ragazzo, Claudinet. Jean viene ribattezzato Fanfan e, crescendo con Claudinet, i due ragazzi diventano inseparabili.

## Produzione
Il film fu prodotto in Francia dalla Société des Etablissements L. Gaumont.

## Distribuzione
Distribuito dalla Société des Etablissements L. Gaumont, uscì nelle sale cinematografiche francesi nel 1906.